# Sua Majestade Excelentíssima
Sua Majestade Excelentíssima (S.M.E.), em inglês: Her Most Excellent Majesty (H.M.E.M.); é uma forma de endereço (tratamento), no Reino Unido. É usado principalmente em atos do Parlamento, onde há a frase que cita o soberano (a), a frase é esta: (Rei ou Rainha) Majestade Excelentíssima; Esta é a frase usada na cláusula dispositiva.

## Valor
Este tratamento por conter um adjetivo que não se refere a qualquer patamar de nobreza, é inferior ao tratamento puro de majestade; Mas mesmo assim é superior ao de Majestade Sereníssima.

## Uso nos textos das leis reais
O padrão é como se segue:
É decretado pela rainha, Majestade Excelentíssima por e com o conselho e consentimento do Lords espirituais e temporais, e Comuns, neste atual Parlamento montado, e pela autoridade do mesmo, é como se segue: